# Lunaceps actophilus
Lunaceps actophilus är en insektsart som först beskrevs av Kellogg och Chapman 1899.  Lunaceps actophilus ingår i släktet månlöss, och familjen fjäderlöss. Arten är reproducerande i Sverige. Inga underarter finns listade i Catalogue of Life.